# Renate Urne
Renate Urne (* 11. Juni 1982) ist eine ehemalige norwegische Handballspielerin.
Urne begann das Handballspielen bei Erdal IL und wechselte darauf zu Tertnes IL, dem sie bis zu ihrem 18. Lebensjahr treu blieb. Anschließend schloss sie sich IL Bjørnar an, der in der 1. Division, der zweithöchsten norwegischen Spielklasse, spielte. Mit Bjørnar stieg die Rechtshänderin 2002 in die Eliteserien auf. Im Sommer 2005 kehrte sie zu Tertnes IL zurück. Nachdem Urne mit Tertnes 2006 und 2007 jeweils den 3. Platz in der norwegischen Meisterschaft einnahm, wechselte sie zum deutschen Bundesligisten HC Leipzig. Mit dem HCL gewann Urne 2009 und 2010 die deutsche Meisterschaft, holte sich 2008 den DHB-Pokal und gewann 2008 den DHB-Supercup. Nach der Saison 2010/11 beendete Urne ihre Karriere.
Renate Urne absolvierte 20 Partien für die norwegische Handballnationalmannschaft, in denen sie 15 Treffer erzielte. Mit der norwegischen Auswahl errang Urne bei der Weltmeisterschaft 2009 den 3. Platz.